# Ligament lacunaire
Le ligament lacunaire (ou ligament de Gimbernat) est un ligament du canal inguinal.

## Structure
Le ligament lacunaire se situe à l'angle formé par le ligament inguinal et la branche supérieure du pubis.
Il a une forme triangulaire et est presque horizontal.
Son sommet médial est rattaché au tubercule pubien. Sa base latérale libre et concave forme le bord médial de l'anneau fémoral.
Son bord antérieur s'attache au ligament inguinal et son bord postérieur s'attache sur le pecten du pubis.
Sa face supérieure contribue, avec le tendon conjoint et le ligament inguinal réfléchi, au plancher du canal inguinal.
Sa face inférieure adhère au fascia du muscle pectiné.

## Aspect clinique
Le ligament lacunaire est la seule limite du canal fémoral qui peut être coupée lors d'une intervention chirurgicale pour libérer une hernie crurale/fémorale. Il faut être prudent lors de cette opération, car jusqu'à 25 % des personnes présentent une artère obturatrice aberrante qui peut provoquer des saignements importants.